# Castelnuovo di Ceva
Castelnuovo di Ceva é uma comuna italiana da região do Piemonte, província de Cuneo, com cerca de 121 habitantes. Estende-se por uma área de 6 km², tendo uma densidade populacional de 20 hab/km². Faz fronteira com Montezemolo, Murialdo (SV), Priero, Roccavignale (SV).

## Demografia
| Variação demográfica do município entre 1861 e 2011                               |
|                                                                                   |
| Fonte: Istituto Nazionale di Statistica (ISTAT) - Elaboração gráfica da Wikipedia |